# Hugo de Almeida
Hugo de Almeida (Santa Maria da Feira, 27 de Abril de 1980), é um realizador e produtor português. Entre os seus projetos mais recentes estão os documentários RBI: Um Caminho de Liberdade sobre a possível implementação de um Rendimento Básico Incondicional em Portugal e Carne: A Pegada Insustentável, o primeiro documentário português sobre a pegada ecológica da carne. Carne: A Pegada Insustentável  venceu o prémio de melhor documentário do ano no Festival Internacional "Frankfurt Indie Stars Film Festival 2024" 

## Biografia
Nascido a 27 de abril de 1980 em Santa Maria da Feira, Hugo de Almeida desde jovem manifestou interesse pela área artística, começando a compor e subir aos palcos com a banda de garagem Neptune Falls aos 14 anos. Em 2001, lançou o EP "Free to Rise".
Enquanto frequentava a licenciatura em Administração Pública e Autárquica, descobriu a sua paixão pelo mundo audiovisual. Em 2006, realizou e produziu o filme "Academia de Submissos", um documentário que explorou o mundo das praxes académicas durante dois meses.
Para aprofundar os conhecimentos na área audiovisual, participou em dois cursos do Observatório da Imprensa e fez um mestrado em Educação e Comunicação Multimédia.
Realizou o mini-documentário Os Templários em Almourol, que recebeu reconhecimento da multinacional americana Divx Inc. como um dos trabalhos mais relevantes da comunidade de vídeo
Em 2007, Hugo de Almeida ganhou destaque como o primeiro realizador de machinima em Second Life em Portugal. No ano seguinte, em 2008, realizou e produziu o primeiro programa de televisão português que utilizou técnicas de machinima e foi totalmente filmado no Second Life. A sua produção Beyond Magic recebeu o prémio de melhor filme de 2008 feito em Second Life, no Rezzable Machinima Festival. No mesmo ano, a curta-metragem O Labirinto foi nomeada como a melhor curta digital do ano no Festival Internacional de Cinema Festroia.
Após o sucesso enquanto realizador de machinima, Hugo de Almeida ampliou a atuação cinematográfica, focando-se  na realização de documentários convencionais, explorando novas abordagens narrativas e ampliando o seu repertório no campo audiovisual.
Entre 2012 e 2015, realizou e produziu a série documental Montepio Mare Nostrum, que conta com 9 episódios.
En 2021, realizou a série documental RBI: Um Caminho de Liberdade, produzido pelo eurodeputado Francisco Guerreiro. A aborda a implementação de um Rendimento Básico Incondicional em Portugal e conta com a presença de mais de 50 personalidades nacionais e internacionais.
Em 2022, realizou a curta documental intitulada Continuity, que acompanha a banda Hercules and Love Affair durante uma semana na Ponta do Sol. A curta metragem retrata o processo criativo da banda ao desenvolver o projeto In Amber,  o quinto álbum de estúdio de Hercules and Love Affair.
Em 2023, realizou o documentário Carne: A pegada insustentável, produzido pelo eurodeputado Francisco Guerreiro. É o primeiro documentário português sobre a pegada ecológica da carne e junta depoimentos de mais de 20 especialistas, tendo sido filmado não só em Portugal, como também no Líbano, Reino Unido, França e Bélgica. O documentário Carne: A pegada insustentável foi nomeado para a Secção Oficial Cinema Português do Fantasporto 2024 e faz parte da selecção oficial no LISBIFF, Lisboa Indie Film Festival.  A nível internacional venceu ainda o prémio de melhor documentário do ano no Festival Internacional "Frankfurt Indie Stars Film Festival 2024" e foi nomeado para o "Italia Green Film Festival" e para o "Vaasa Wildlife Festival", na Finlândia.
O documentário está disponível, de forma gratuita, na plataforma de streaming da especialidade WaterBear.

## Alguma Imprensa
- «Reabertura dos "Jardins da Cascata"»
- Artigo sobre RBI Dinheiro Vivo
- «Entrevista no CC»
- Entrevista Correio da Feira
- «Anúncio de O Labirinto como Showcase na Linden Labs»
- «O art affair»
- «Homens da Luta»
- «Entrevista TSF»
- «Artigo sobre o Documentário Carne»